# Haltegurt
Ein Haltegurt ist ein Sicherheitsgurt, der dem doppelten Zweck dient, eine Person gegen die Schwerkraft in der gewünschten Arbeitsposition zu halten und sie gegen Absturz zu sichern.
Der Begriff Haltegurt wird auch für Sicherheitsgurte verwendet, die den Nutzer hindern sollen an bzw. über die Absturzkante zu gelangen.
Aufgabe und Anforderungen an dieses Mittel der Arbeitsplatzpositionierung und der Persönlichen Schutzausrüstung sind in der Europäischen Norm EN 358 Haltegurt definiert. Die aktuelle Norm, veröffentlicht im Februar 2002, ersetzte die Normen 
- DIN EN 358:1993-02 und
- DIN 7470:1982-01[1]

Die Halteösen des Haltegurtes für das Verbindungsmittel zwischen dem Anschlagpunkt und dem Gurtsystem, das um den Körper geschlungen ist, sind bei Haltegurten meist seitlich im Bereich des Beckenknochens angebracht. Bei Auffanggurten, die allein der Absturzsicherung dienen, sind die Halteösen dagegen meist im Brustbereich (sternal) oder zwischen den Schulterblättern (dorsal) positioniert.
Der Anschlagpunkt, an dem das ganze System befestigt wird (z. B. ein Gerüst), muss eine Mindestfestigkeit von 10 kN aufweisen. Nähere Anforderungen zum Anschlagpunkt definiert die EN 795 Anschlagpunkt.
Sinngemäß anzuwenden ist hinsichtlich der Gefährdungsbeurteilung, Bewertung, Kennzeichnung, Betriebsanweisung, Unterweisung und des ordnungsgemäßen Zustandes von Haltegurten die BG-Regel „Einsatz von persönlichen Schutzausrüstungen gegen Absturz“ (BGR 198, bisherige ZH 1/709).